# Technicolor

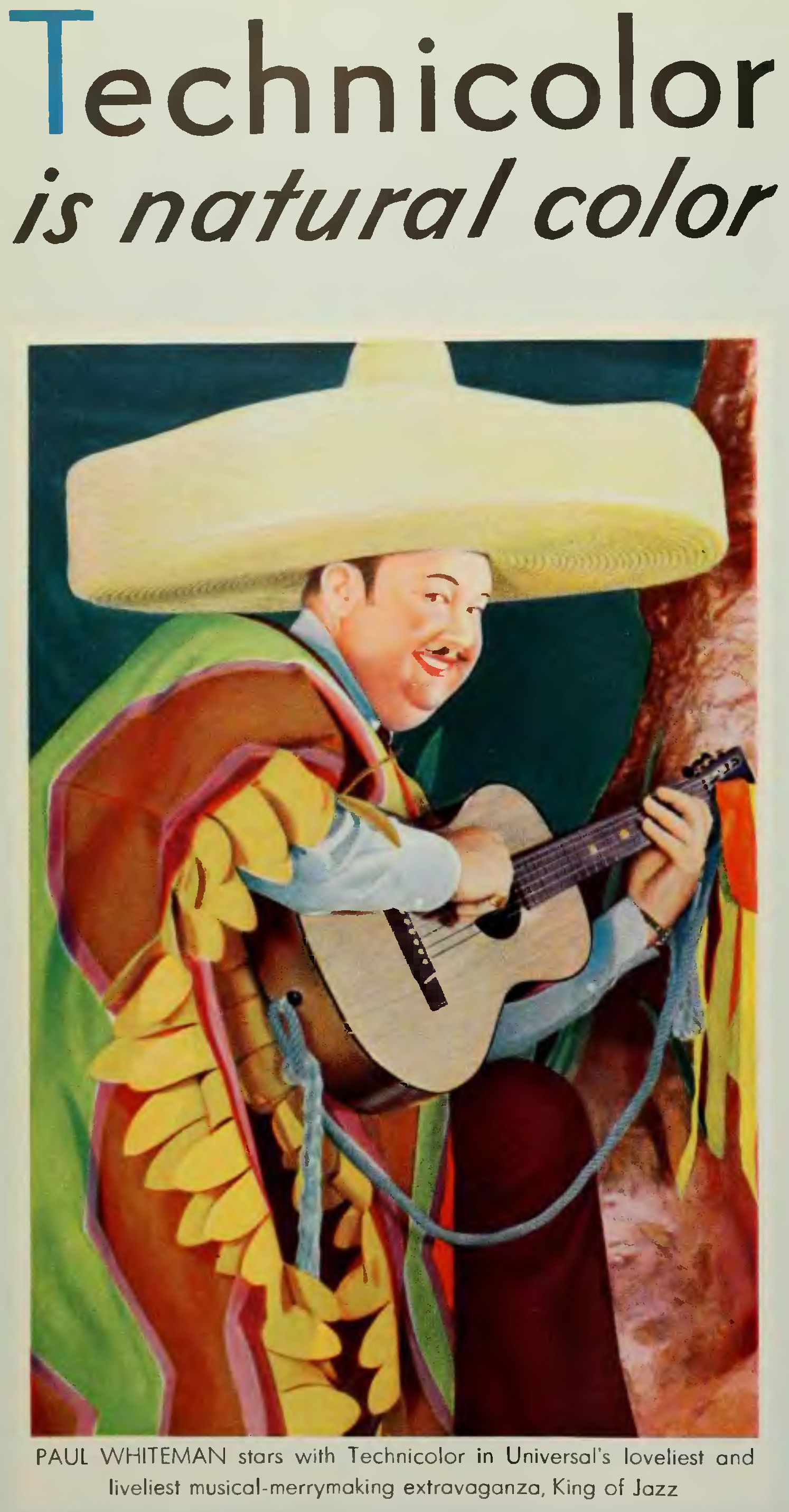
Paul Whiteman no anúncio do filme King of Jazz, lançado pela Universal Pictures em 1930, com os dizeres "Techinicolor é cor natural"

Technicolor é uma série de processos cinematográficos a cores, com a primeira versão datada de 1916, e seguida por versões melhoradas ao longo de várias décadas.
Os filmes Technicolor definitivos usando três filmes em preto e branco passando por uma câmera especial (Technicolor de 3 tiras ou Processo 4) começaram no início da década de 1930 e continuaram até meados da década de 1950, quando a câmera de 3 tiras foi substituída por uma câmera padrão carregada com filme negativo colorido. Os Laboratórios Technicolor ainda foram capazes de produzir impressões Technicolor criando três matrizes em preto e branco a partir do negativo Eastmancolor (Processo 5).
O processo 4 foi o segundo maior processo de cor, depois do Kinemacolor da Grã-Bretanha (usado entre 1908 e 1914), e o processo de cor mais usado em Hollywood durante a Era de Ouro do cinema americano. O processo de três cores do Technicolor tornou-se conhecido e celebrado por sua cor altamente saturada, e foi inicialmente mais comumente usado para filmar musicais como The Wizard of Oz (1939) e Down Argentine Way (1940), dramas históricos como The Adventures of Robin Hood (1938) e Gone with the Wind (1939), o filme Blue Lagoon (1949), e filmes de animação como Snow White and the Seven Dwarfs (1937), Gulliver's Travels (1939) e Fantasia (1940). À medida que a tecnologia amadureceu, também foi usada para dramas e comédias menos espetaculares. Ocasionalmente, até mesmo um film noir — como Leave Her to Heaven (1945) ou Niagara (1953)— era filmado em tecnicolor.
O "Tech" no nome da empresa foi inspirado no Instituto de Tecnologia de Massachusetts, onde Herbert Kalmus e Daniel Frost Comstock receberam seus diplomas de graduação em 1904 e posteriormente foram instrutores.

## Nomenclatura
O termo "Technicolor" tem sido usado historicamente para pelo menos cinco conceitos:
- Technicolor: uma empresa guarda-chuva que abrange todas as versões e serviços auxiliares. (1914–presente)
- Laboratórios Technicolor: um grupo de laboratórios de filmes em todo o mundo, de propriedade e administrado pela Technicolor para serviços de pós-produção, incluindo revelação, impressão e transferência de filmes em todos os principais processos de filmes coloridos, bem como nos processos de propriedade da Technicolor. (1922–presente)
- Processo ou formato Technicolor: vários sistemas de imagem personalizados usados na produção de filmes, culminando no processo de "três tiras" em 1932. (1917–1955)
- Impressão Technicolor IB ("IB" abrevia "imbibição", uma operação de transferência de corante): um processo para fazer impressões coloridas de filmes que permite o uso de corantes que são mais estáveis e permanentes do que os formados na impressão cromogênica comum. Originalmente usado para impressão de negativos de separação de cores fotografados em filme preto e branco em uma câmera Technicolor especial. (1928–2002, com diferentes lacunas de disponibilidade após 1974, dependendo do laboratório)
- Impressões ou cores por Technicolor: usado desde 1954, quando a Eastmancolor (e outros estoques de filme colorido de tira única) suplantou o método negativo de câmera de três tiras de filme, enquanto o processo de impressão Technicolor IB continuou a ser usado como um método de fazer as impressões.[3] Essa conotação se aplica a quase todos os filmes feitos a partir de 1954[4] nos quais Technicolor é citado nos créditos. (1953–presente)[5]